# Rue de l'Arbalète (Paris)
Pour les articles homonymes, voir Rue de l'Arbalète.
La rue de l'Arbalète est une voie du 5e arrondissement de Paris.

## Situation et accès
La rue de l'Arbalète, située dans les quartiers du Jardin-des-Plantes et du Val-de-Grâce, débute au no 30, rue des Patriarches et se termine au no 11, rue Berthollet.
Elle est desservie par la ligne 7 à la station Censier - Daubenton.

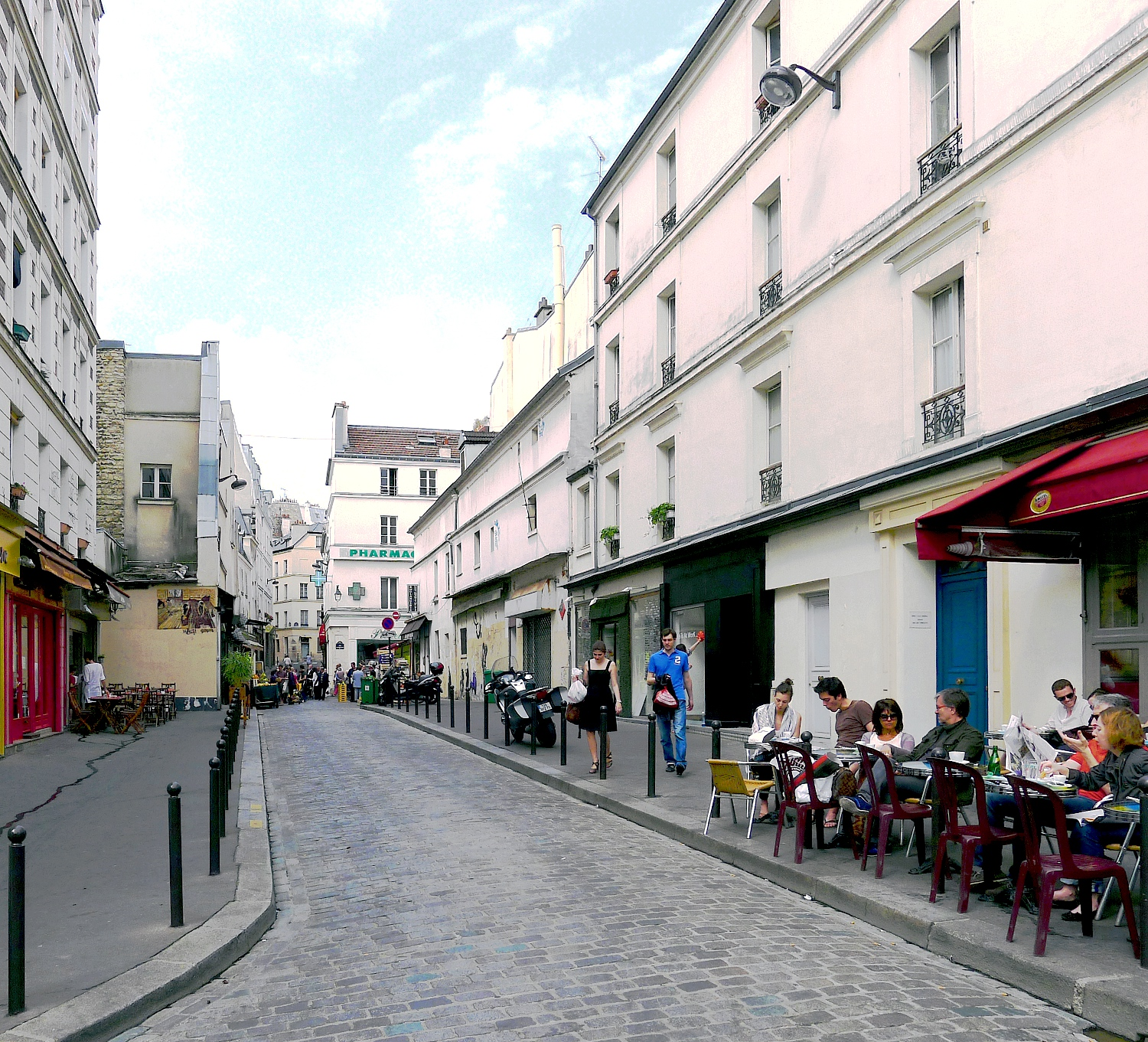
Rue de l'Arbalète vue depuis la rue des Patriarches (2011).
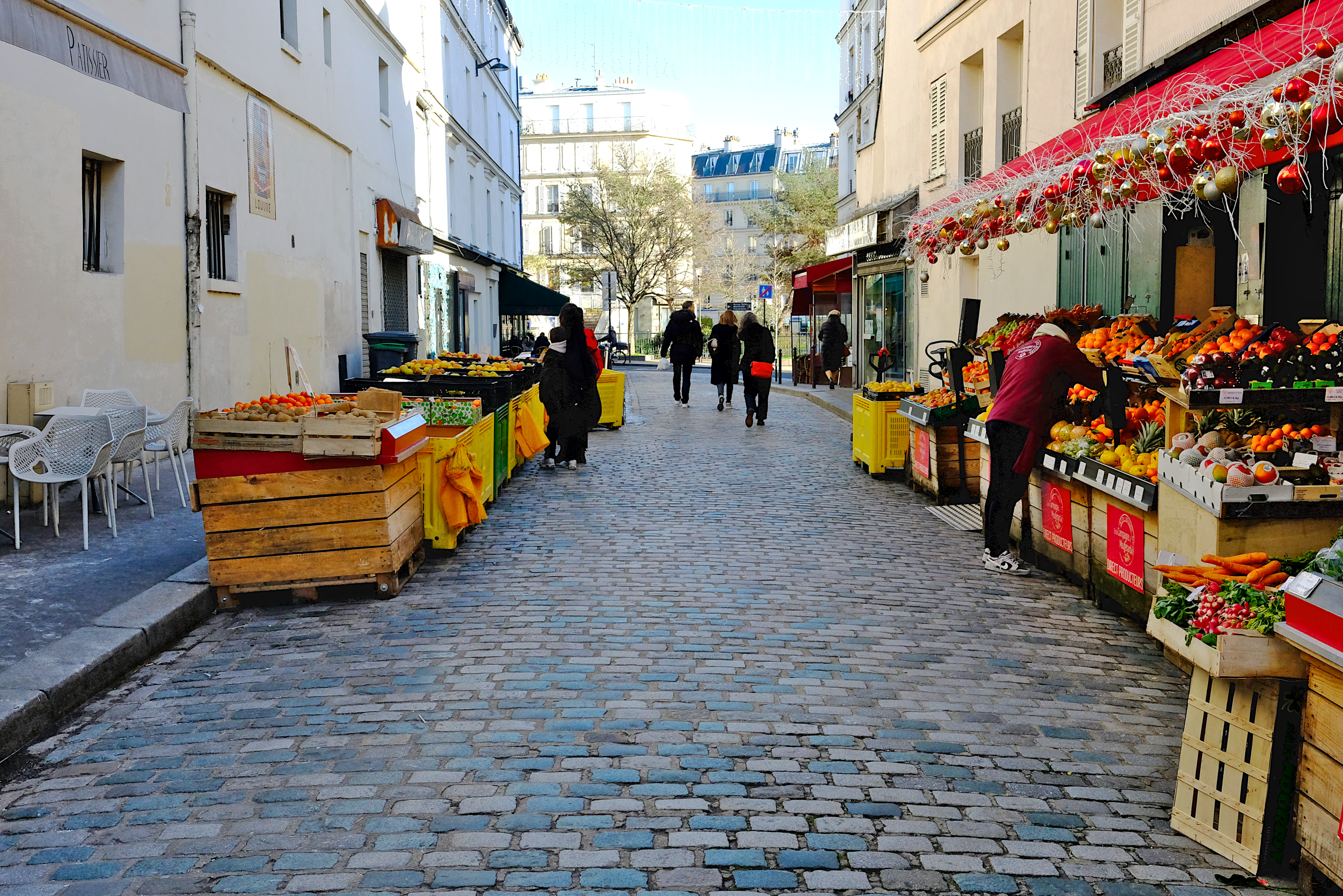
Rue de l'Arbalète vue de la rue Mouffetard en direction de la rue des Patriarches (2025).

## Origine du nom
Ce nom lui viendrait d'une enseigne À l'Arbalète, à cause de la présence historique d'un ancien tir servant aux archers du temps de Louis le Gros.

## Historique
Cette rue ouverte au XIVe siècle a subi de nombreux changements et porté de nombreux noms tels que « rue des Sept-Voies » au XIVe siècle et « rue de la Porte-de-l'Arbalète » au XVIe siècle. Elle est citée sous le nom de « rue de l'Arbalestre » dans un manuscrit de 1636.
Le tracé de la rue correspond à la limite Nord-Ouest du bourg Saint-Marcel, agglomération autonome jusqu'à sa réunion à Paris en 1724, protégée au Moyen-Âge par une enceinte, dont les fossés furent comblés en 1557 et 1561. Une porte de l'Arbalète aurait été située à cette époque à l'angle de la rue Mouffetard et de la rue de l'Arbalète. En 1676, une maison à l'enseigne Les Quatre Évangélistes se trouvait à cet emplacement.
Avant 1839, elle prend son nom actuel de « rue de l'Arbalète », elle se termine alors par la rue des Charbonniers et coupe la rue des Lyonnais. En 1857, est ouverte la rue Berthollet.
En 1924, elle trouve sa forme définitive avec l'ouverture du dernier tronçon reliant la rue Mouffetard à la rue des Patriarches.
En 2020-2021, le tronçon de la rue située entre la rue Claude-Bernard et la rue Berthollet est piétonnisé, dans le cadre du proget Rues aux écoles, du fait de la présence d'un école élémentaire. 

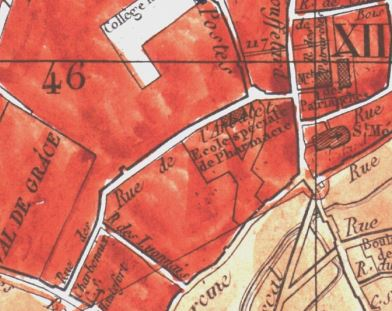
Rue de l'Arbalète - plan de Paris d'Ambroise Tardieu - 1839.
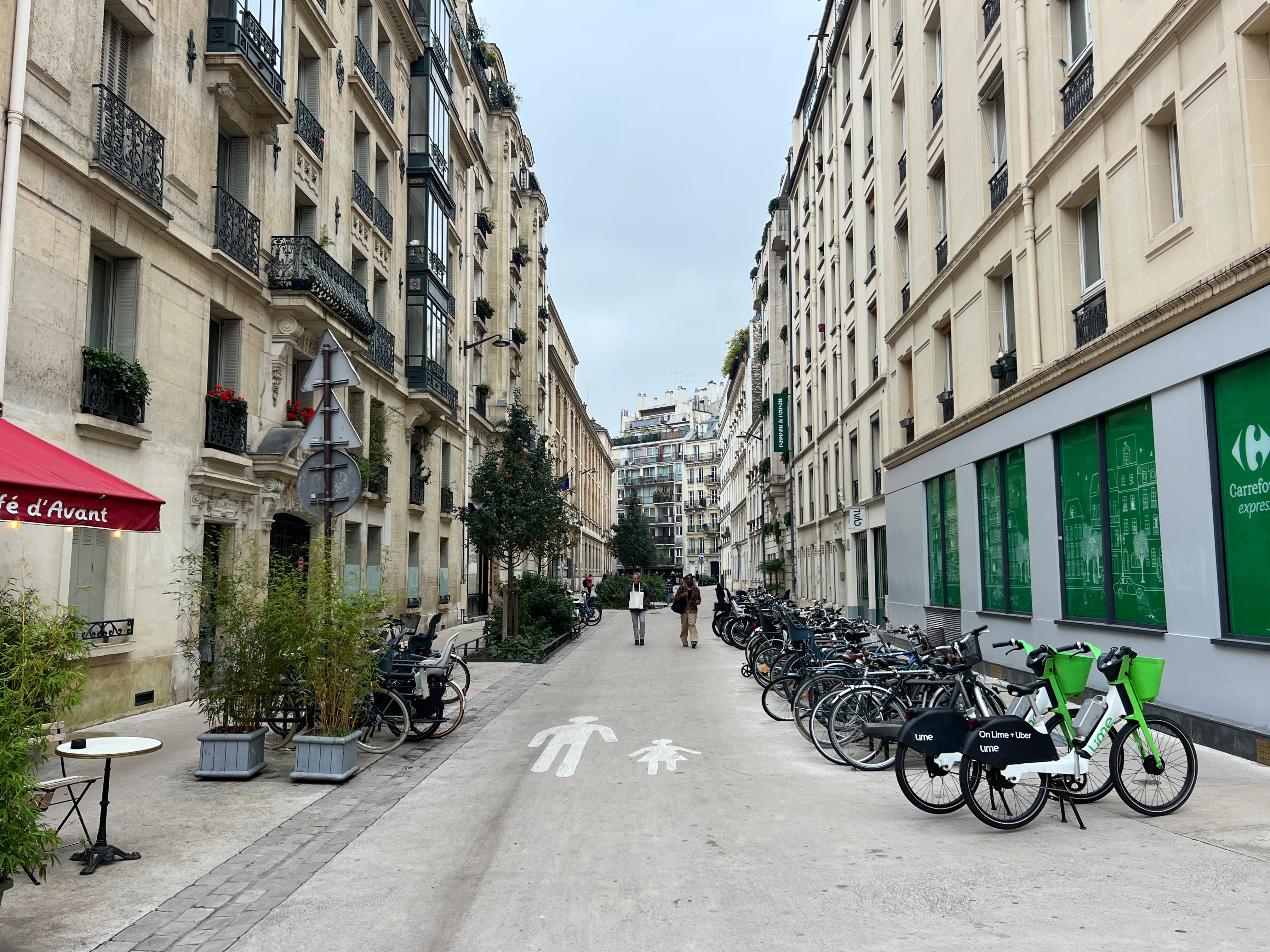
Partie piétonnière de la rue.

## Bâtiments remarquables et lieux de mémoire
- No 2 bis : L'Œuvre Henry-Coullet du lait maternel, organisme d'assistance sociale fondé en 1904 et dont le siège social se trouvait rue du Montparnasse, entretenait autrefois, à cette adresse, l'un de ses trois restaurants gratuits pour des mères nourrices[6].
- No 3 : Auguste Rodin est né le 12 novembre 1840 à cette adresse[7],[8].
- No 6 : remarquable porte d'entrée de l'immeuble, de style Directoire.
- No 7 : siège des éditions Caractères, plaque en hommage à Bruno Durocher.
- Angle avec la rue Lhomond : au XVIIe siècle est créée à cet emplacement l'école de Pharmacie et son Jardin d'apothicaire. Un édit de 1624 autorisa les maîtres apothicaires de Paris à planter « toutes sortes de simples et d'herbes nécessaires pour la préparation des médicaments »[9]. Ce Jardin des apothicaires et les bâtiments associés furent à la fois le siège d'un syndicat, d'une coopérative et d'une école. En 1777, le Jardin est transformé en un Collège de pharmacie qui fut mué lui-même en école sous la Révolution et le Consulat. Mais l'école ne cessa de grandir et dut migrer en 1881 sur l'avenue de l'Observatoire (voir Faculté de pharmacie de Paris). Le 22 décembre 1882, un décret de Jules Ferry affectait à l'Institut national agronomique les terrains laissés libres par le départ de l'école.
- No 12-14 : deux immeubles remontant au XVIe siècle.
- No 23 (disparu) : établissement en 1643 du couvent des Filles-de-la-Providence par Marie Lumague, veuve de François de Pollalion, conseiller du roi. Il avait pour vocation d'accueillir les jeunes filles libertines qui avaient succombé par séduction ou par misère[2]. Le couvent est supprimé en 1790 lorsqu'il devient bien national et est vendu en 1794.

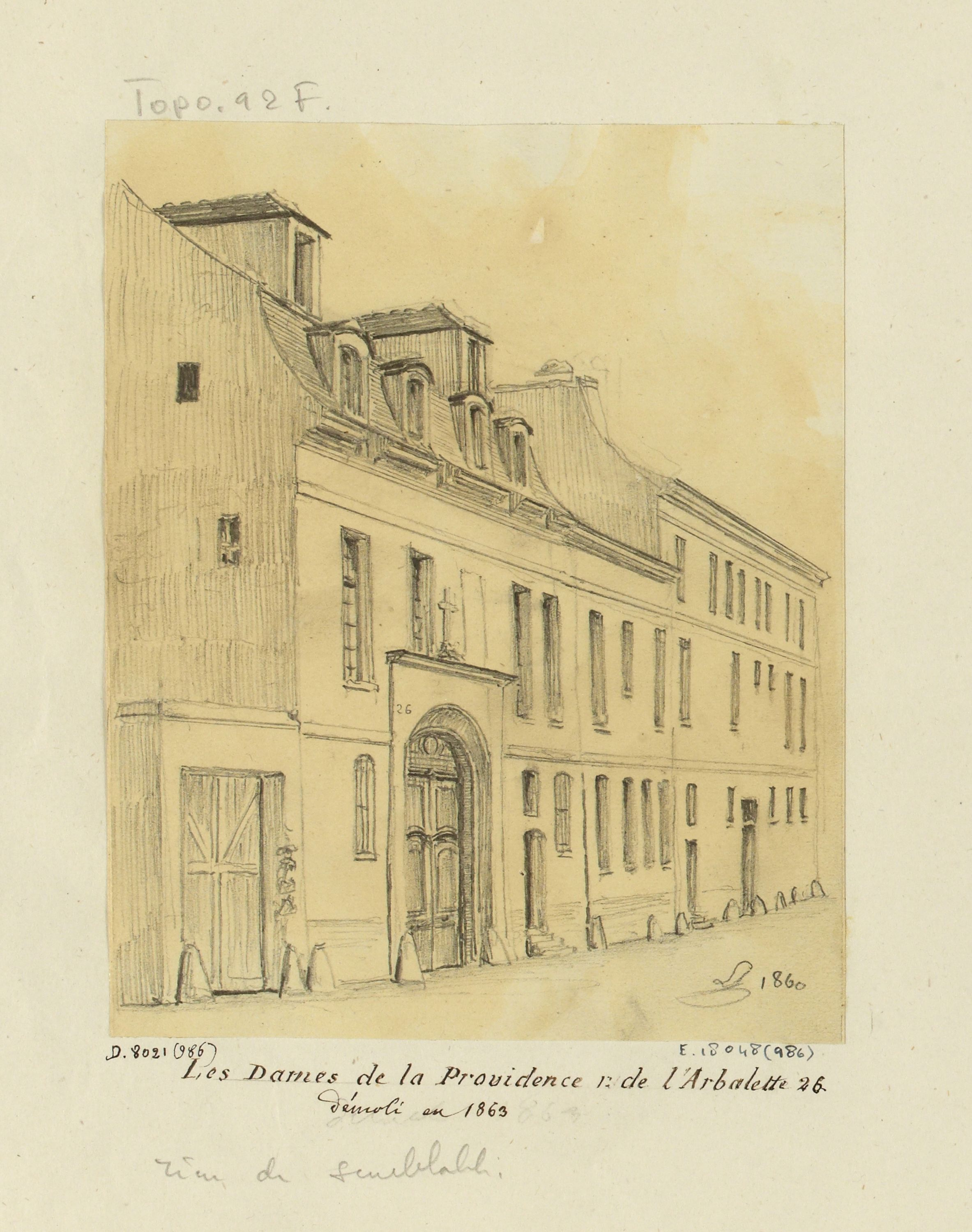
Entrée du couvent des Filles de la Providence au no 26.
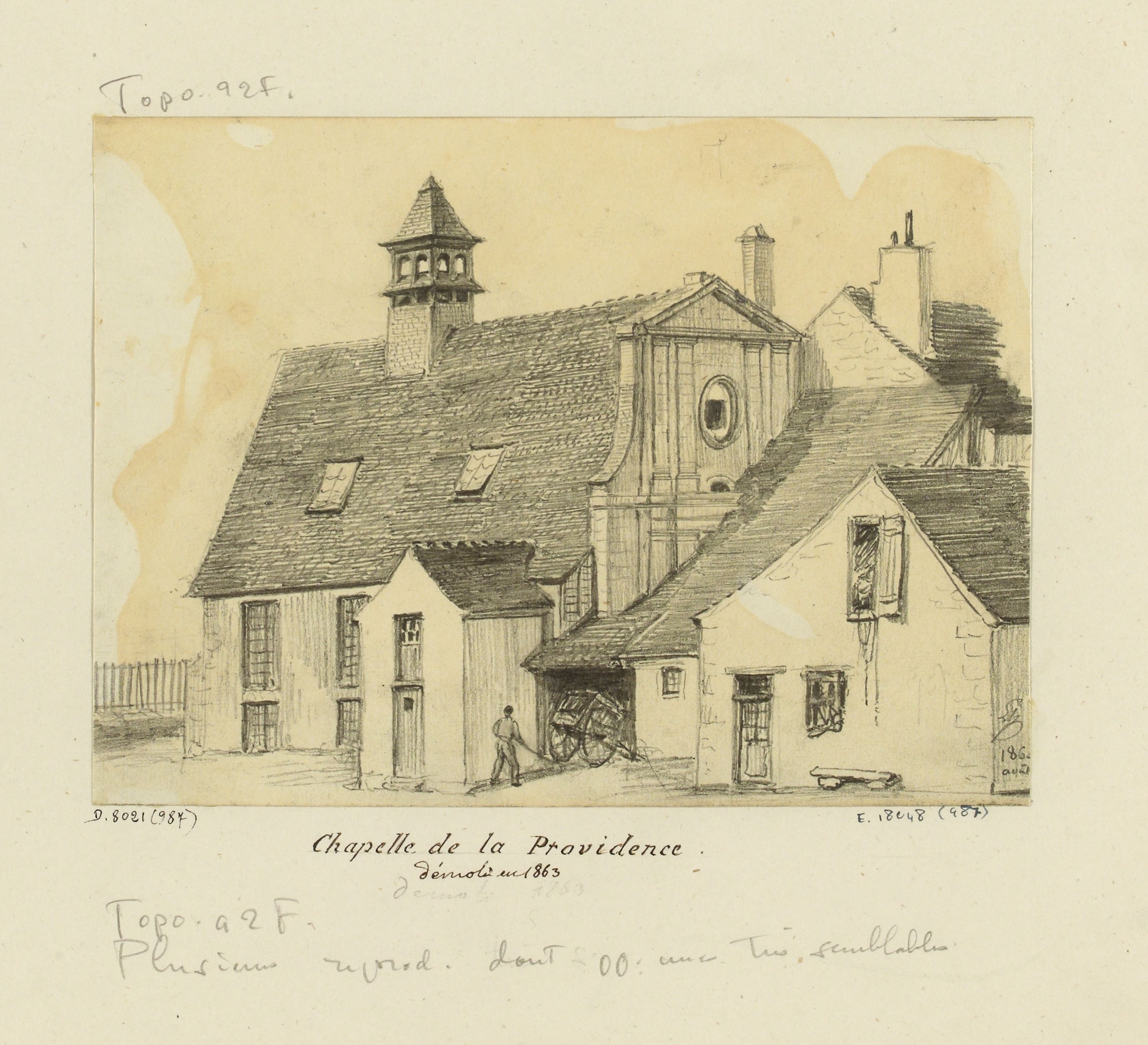
Vue de la chapelle du couvent démolie en 1863.

- No 26 : les sœurs Augustines du Saint-Cœur de Marie, pour y établir une maison de santé, louent à monsieur Roussel, juge de la chambre des comptes, une propriété composée d'un grand bâtiment et d'une enfilade de pavillons séparés par des cours et des jardins longeant le collège Rollin et s'ouvrant par une autre porte sur l'impasse des Vignes (aujourd'hui englobée dans la rue Rataud ; la rue Vauquelin n'avait pas encore été percée). La communauté y restera de 1827 à 1840, année où elle s'établit rue de la Santé[10].
- No 32 : ancien atelier du peintre Georges Seurat dans les années 1880 (plaque).
- No 35 : « villa de Medicis », façade d'immeuble de style art nouveau.
- Avant le tracé de la rue Berthollet, à l'angle, côté pair, s'ouvrait un passage, la rue des Marionnettes, qui, en longeant les jardins de l'église Notre-Dame du Val-de-Grâce, reliait la rue Saint-Jacques, débouchait au niveau de l'actuel no 277 et qui demeure visible à cet endroit.

### Art urbain
